# Ceraeochrysa fairchildi
Ceraeochrysa fairchildi är en insektsart som först beskrevs av Banks 1946.  Ceraeochrysa fairchildi ingår i släktet Ceraeochrysa och familjen guldögonsländor. Inga underarter finns listade i Catalogue of Life.